# Cincinnati College-Conservatory of Music
Cincinnati College-Conservatory of Music (CCM) is het conservatorium van de University of Cincinnati in Cincinnati (Ohio), dat opgericht werd in 1867.

## Geschiedenis
Het tegenwoordige Cincinnati College-Conservatory of Music is het resultaat van een fusie in augustus 1955 van de Miss Nourse's School for Young Ladies van Clara Baur opgericht in 1867 en het College of Music of Cincinnati, dat opgericht werd in 1878 en Theodore Thomas als eerste directeur had. In augustus 1962 werd het CCM verbonden met de University of Cincinnati in Cincinnati (Ohio). 
Tegenwoordig worden aan het CCM rond 1500 studenten opgeleid. Daarmee is het CCM het grootste conservatorium in de staat Ohio. 
Na een omvangrijke renovatie in 1999 is het conservatorium verdeeld over meerdere gebouwen, t.w.:
- Mary Emery Hall
- Corbett Center for Performing Arts
  - Watson Hall
  - Baur Room
- Memorial Hall
- Dieterle Vocal Arts Center

Verder beschikt het conservatorium nog over navolgende accommodaties en faciliteiten:

## Electronic media facilities
- Ralph J. Corbett Audio Production Center
- Lawrence A. Leser Newsroom
- Judy and Jim Van Cleave Multimedia Laboratory
- Jack and Joan Strader Radio Center
- Walter and Marilyn Bartlett Television Production Center

## Nippert Rehearsal Studio
Het conservatorium heeft 2 grote bibliotheken, de Gorno Memorial Music Library met meer dan 120.000 boeken, partituren, periodieke magazijnen en vakbladen, microfilmen en opnames en het CCM Listening Center voorzien van uitgebreide audio systemen met 48 hoor-faciliteiten en 24 computer werkstations. Het CCM heeft haar opleidings-doelen in acht studierichtingen samengevat:
- Dans
- Elektronische media
- Ensembles en dirigeren
- Toetseninstrumenten
- Muziek educatie
- Opera/musical theater/drama/kunst- en muziek administratie
- Uitvoerend musicus
- Compositie/musicologie/muziektheorie

Tegenwoordig is Warren E. George decaan van het conservatorium. 

## Bekende professoren
- Eugene Corporon - dirigent
- Dorothy DeLay - violiste en later lid van de muziek-faculteit aan de Juilliard School of Music
- Mark Gibson - dirigent
- Paavo Järvi - gastdocent voor orkestdirectie
- Henry Meyer - violist
- Ulrich Nicolai - dirigent
- Awadagin Pratt - pianist

- Thomas Pasatieri - componist
- Vadim Repin - gastdocent voor viool
- Kurt Sassmannshaus - violist
- Rudolf Serkin - pianist
- Béla Síki - pianist
- Frank Simon - cornettist
- Jenö Takács - componist en pianist

- Italo Tajo - zanger (o.a. veelvuldige toneel partner van Maria Callas)
- Corwin H. Taylor - componist, dirigent, pianist en trombonist
- Burnet Tuthill - componist en dirigent
- Hugh Wolff - dirigent
- Xian Zhang - tweede dirigent van het New York Philharmonic Orchestra

## Bekende leerlingen
- Kathleen Battle - sopraan
- Shoshana Bean
- Bill Berry (jazzmuzikant)
- Ashley Brown
- Barbara Daniels - sopraan
- David Daniels - countertenor
- Stephen Flaherty - componist
- Sara Gettelfinger - actrice
- Kirsten Haglund - Miss America 2008
- Earl Hamner

- Randy Harrison - acteur
- Al Hirt - trompettist
- Robin Johannsen - zangeres tijdens de Bayreuther Festspiele
- Lauren Kennedy
- Aaron Lazar
- James Levine - dirigent van de Metropolitan Opera
- Diana-Maria Riva - actrice
- Kevin McCollum
- Sarah Jessica Parker

- Faith Prince - acteur
- Frank Simon - cornettist
- Thomas Stone - componist en dirigent
- Corwin H. Taylor
- Christian Tetzlaff - violist
- Burnet Tuthill - componist en dirigent
- Diego Vega - componist
- Harold L. Walters - componist